# Tádzsikisztán a 2010. évi téli olimpiai játékokon

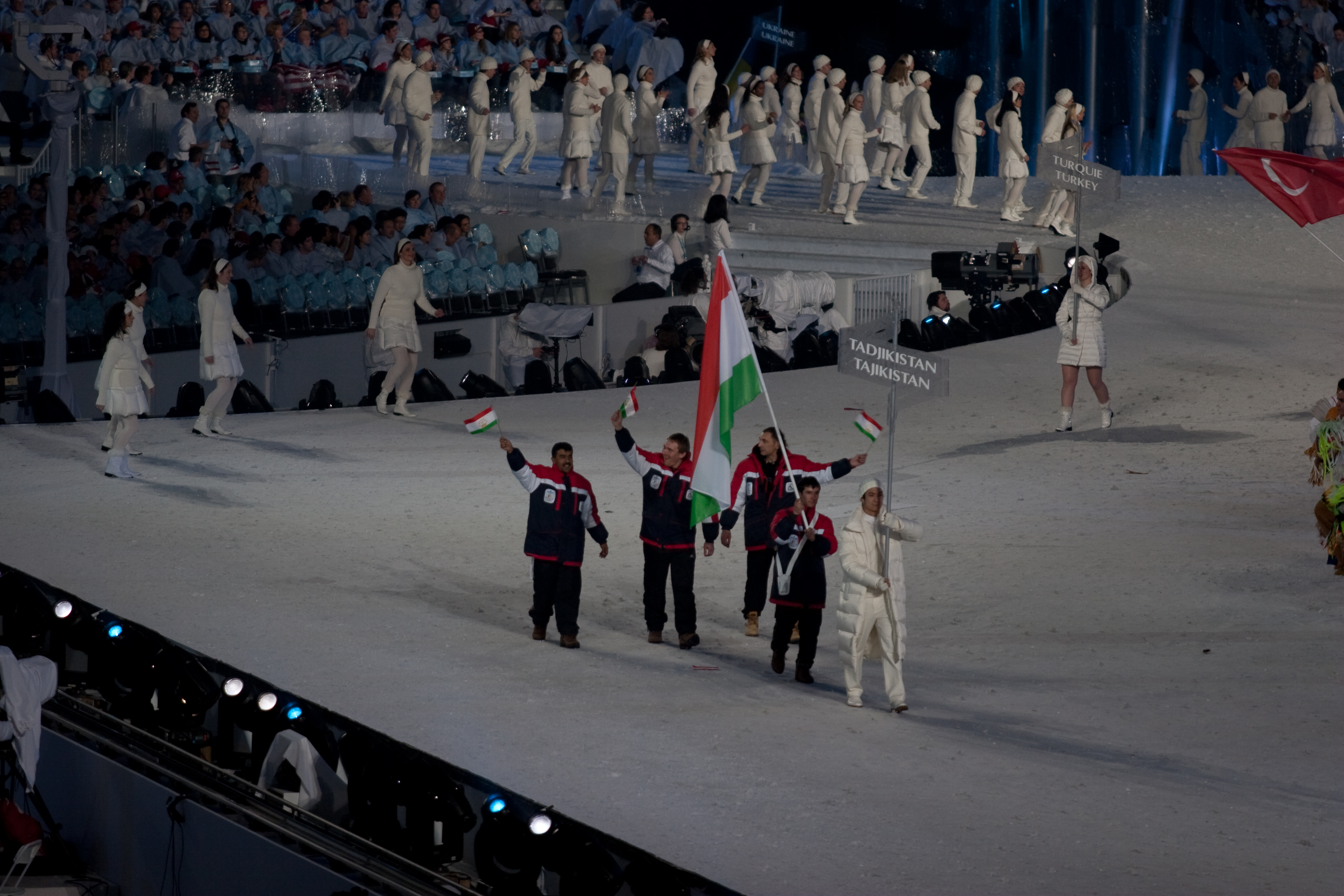
Tádzsikisztán olimpiai küldöttsége a megnyitón

Tádzsikisztán a kanadai Vancouverben megrendezett 2010. évi téli olimpiai játékok egyik részt vevő nemzete volt. Az országot az olimpián 1 sportágban 1 sportoló képviselte, aki érmet nem szerzett.

## Alpesisí
Férfi
| Versenyző     | Versenyszám            | 1. futam      | 1. futam      | 2. futam | 2. futam | Összesítés | Összesítés |
| Versenyző     | Versenyszám            | Idő           | Hely.         | Idő      | Hely.    | Idő        | Helyezés   |
| ------------- | ---------------------- | ------------- | ------------- | -------- | -------- | ---------- | ---------- |
| Andrej Drigin | Lesiklás               |               |               |          |          | 2:04,44    | 59.        |
| Andrej Drigin | Műlesiklás             | nem ért célba | nem ért célba | kiesett  | kiesett  | kiesett    | kiesett    |
| Andrej Drigin | Óriás-műlesiklás       | 1:25,82       | 63.           | 1:29,47  | 57.      | 2:55,29    | 57.        |
| Andrej Drigin | Szuperóriás-műlesiklás |               |               |          |          | 1:38,03    | 44.        |